# Bács Miklós (humorista)
Bács Miklós (1975. október 7. –) ügyvéd, humorista. A Dumaszínház és a Showder Klub egyik állandó fellépője.

## Életrajz
Az Óbudai Gimnáziumban érettségizett, felsőfokú tanulmányait 1995 és 2000 között az Eötvös Loránd Tudományegyetem Jogtudományi Karán végezte. 2006 júniusa óta működteti ügyvédként a dr. Bács Miklós Ügyvédi Irodát Budapesten, főként a polgári joggal foglalkozik.
Humoristaként 2006 májusában lépett fel először, a Fiatal Félőrültek Fesztiválján. Kamasz korában két évig tanult zongorázni. Egy hobbizenekarban gitározik és énekel, valamint kabaréjeleneteket is ír.

## Filmjei
- Szerelmes szívek (1991)